# Ove Jensen
Ove Jensen (nascido em 3 de setembro de 1947) é um ex-ciclista dinamarquês que representou o seu país nos Jogos Olímpicos de Verão de 1972.